# Begonia ceratocarpa
Espèce
Begonia ceratocarpa est une espèce de plantes de la famille des Begoniaceae.
L'espèce fait partie de la section Sphenanthera.
Elle a été décrite en 1999 par Shu Hua Huang et Yu Min Shui.

## Répartition géographique
Cette espèce est originaire du pays suivant : Chine.